# Stuck Inside of Mobile with the Memphis Blues Again
«Stuck Inside of Mobile with the Memphis Blues Again» — песня, написанная Бобом Диланом, которая появляется на его альбоме 1966 года Blonde on Blonde. Альбомная версия также появляется на его сборнике лучших песней 1971 года Bob Dylan's Greatest Hits Vol. II. Ранний студийный ауттейк, записанный в быстрые сроки, был выпущен на The Bootleg Series Vol. 7: No Direction Home: The Soundtrack в 2005 году. Судя по записям, Дилан с трудом подбирал слова под темп, и это впоследствии привело к переаранжировке. Такая версия попала на альбом Blonde on Blonde, с более характерным для рока размером 4/4.
Концертная версия песни появляется на альбоме 1976 года Hard Rain, она также была выпущена синглом на стороне «Б» песни «Rita May»

## Запись
Все двадцать дублей песни «Stuck Inside of Mobile» были записаны утром 17 февраля 1966 года на студии Columbia’s Music Row Studios в Nashville. Дилан постоянно переделывал песню в студии, пересматривая лирику и менял структуру песни, записывая много дублей. В итоге, после 3 часов работы, был использован двадцатый и последний дубль. Пятый дубль в конечном итоге был выпущен на The Bootleg Series Vol. 7.
Полная сессия записи была выпущена на 18 дисковом коллекционном издании The Bootleg Series Vol. 12: The Cutting Edge 1965–1966 в 2015 году, с подборкой лучших ауттейков, появляющихся на 6-дисковой и 2-дисковой версиях этого альбома.

## Кавер-версии
The Grateful Dead исполняли песню на своих концертных выступлениях в период с 80-х по 90-е года, а также исполнили её с Диланом во время своего совместного тура 1987 года. Cat Power записали кавер-версию песни для саундтрека к биографической драме «Меня там нет». Испанский артист Kiko Veneno записал кавер в стиле румба (подвид фламенко). North Mississippi Allstars выпустили свою версию песни на альбоме 2011 года Keys to the Kingdom. Элвис Костелло исполнил соло версию песни в Mobile, AL 13 марта 2015 года. Old Crow Medicine Show записали кавер-песню для своего трибьют-альбома 2017 года 50 Years of Blonde on Blonde.

## В популярной культуре
- «Stuck Inside of Mobile» использовалась в художественном фильме «Страх и ненависть в Лас-Вегасе», а также упоминается в романе Хантера Томпсона «Страх и отвращение в Лас-Вегасе»
- Джон Леннон написал пародию под названием «Stuck Inside of Lexicon with the Roget’s Thesaurus Blues Again», полагая что Дилан злоупотреблял использованием неоднозначной лирики .[6] Эту строчку также можно найти в песне «Satire #2» на John Lennon Anthology.
- В песне «Dominion/Mother Russia» группы The Sisters of Mercy есть строчка «stuck inside of Memphis with the mobile home», являющая собой игру слов на тему названия песни Дилана.
- Песня также положила название Memphis Group, дизайнерскому движению 1980-х годов.[7][8]
- Песня также была первой и последней на радио станции Мобила 97.5 WABB 5 февраля 1973 и 29 февраля 2012 соответственно.